# Spiska Igła
Spiska Igła (słow. Spišská ihla) – wybitna turniczka znajdująca się pomiędzy Spiską Grzędą a Juhaską Turnią w długiej południowo-wschodniej grani Wyżniego Baraniego Zwornika w słowackiej części Tatr Wysokich. Od Juhaskiej Turni oddzielona jest Juhaską Przełączką, a od niższego wierzchołka Spiskiej Grzędy oddziela ją siodło Spiskiej Szczerbiny. Jej północne stoki opadają do Doliny Dzikiej, natomiast południowe do Doliny Pięciu Stawów Spiskich.
Spiska Igła jest charakterystyczną iglicą skalną o zaostrzonej kopule szczytowej. Pomiędzy nią a niższym wierzchołkiem Spiskiej Grzędy znajduje się jeszcze mało wybitna i nienazwana turniczka. Na wierzchołek Spiskiej Igły nie prowadzą żadne znakowane szlaki turystyczne, jest dostępna jedynie dla taterników. Pierwszego wejścia na wierzchołek Spiskiej Igły dokonali Zygmunt Klemensiewicz i Aleksander Znamięcki, a było to 25 lipca 1907 r.

## Przypisy

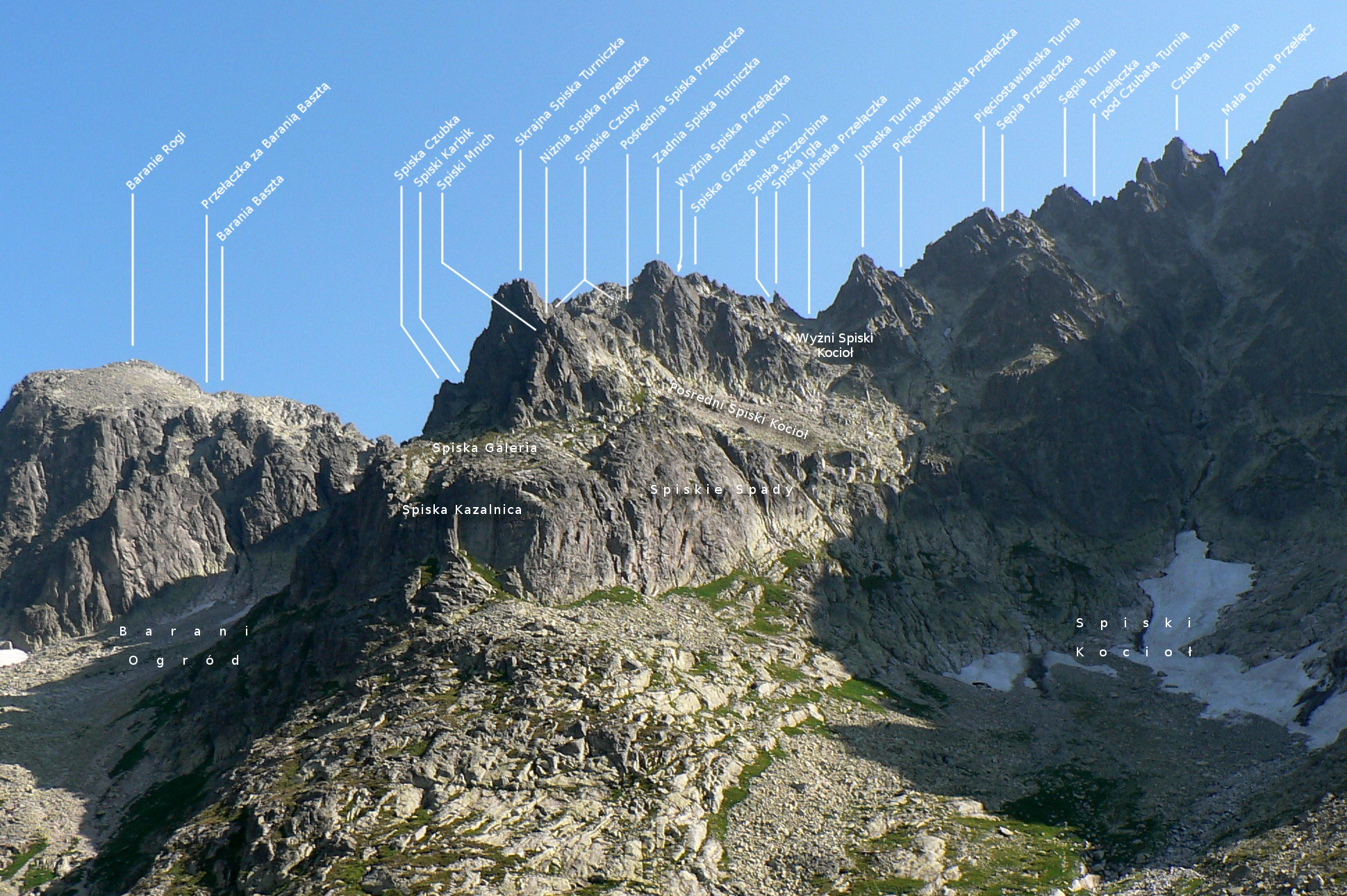
Spiska Igła wśród podpisanych obiektów